# Klasa olimpijska

Katamaran klasy Nacra 17

Klasa olimpijska – klasa jachtu, na której ścigają się zawodnicy na igrzyskach olimpijskich. 39 klas jachtów jest lub było klasami olimpijskimi.

## Obecne klasy olimpijskie

### 470
470 - dwuosobowa klasa regatowa, od 1976 roku jest klasą olimpijską. Początkowo 470 była klasą otwartą, jednak od Igrzysk Olimpijskich w Seulu w 1988 roku mężczyźni i kobiety startują w niej osobno.

### 49er
49er - dwuosobowa klasa regatowa, od 2000 roku jest klasą olimpijską.

### 49erFX
49er - klasa kobiet przeprojektowana przez biuro Julian Bethwaite/ Mackay Boats. Został zaprojektowany nowy takielunek o krótszym maszcie i mniejszej powierzchni żagli.

### Finn
Finn - jednoosobowa klasa olimpijska mężczyzn od 1952 roku. Na igrzyskach w Paryżu w 2024 roku zastąpi ją dwuosobowy offshorowy jacht balastowy z załogą damsko-męską (mikst). 

### Ilca 7
Ilca 7 - jednoosobowa klasa olimpijska mężczyzn, klasa olimpijska od Igrzysk Olimpijskich w Atlancie w roku 1996.

### Ilca 6
Ilca 6- jednoosobowa klasa olimpijska kobiet. Od listopada 2004 roku posiada status klasy olimpijskiej kobiet, konkurencja po raz pierwszy rozgrywana na Igrzyskach w Pekinie w 2008.

### RS:X
RS:X - windsurfingowa klasa olimpijska od 2008 roku. Regaty na Igrzyskach Olimpijskich są rozgrywane jako dwie konkurencje: dla kobiet i mężczyzn.

### Nacra 17
Nacra 17 - katamaran dwuosobowy, następca klasy Tornado. Najszybsza z klas olimpijskich, zaprojektowana przez biuro Morrelli & Melvin & Nacra Sailing w 2011 roku. Od  Igrzysk Olimpijskich w Brazylii 2016 roku klasa olimpijska dla par mieszanych.

## Wybrane byłe klasy olimpijskie
- R 12 M (1908-1920)
- FD (1960-1992)
- Tempest (1972-1976)
- Europa (1992-2004)
- Tornado (1976-2008)
- Star (1932-2012)
- Dragon 1948-1972